# Szilvafapohók
A szilvafapohók (Odonestis pruni) a szövőlepkefélék családjába tartozó, Eurázsiában honos, fákon, cserjéken élő éjszakai lepkefaj.

## Megjelenése
A szilvafapohók szárnyfesztávolsága a hímek esetében 3-6 cm; a nőstényeknél 4-7,5 cm. Mind a test, mind a szárnyak sötétebb vagy világosabb árnyalatú sárgás barnásvörösek. Az elülső szárny valamivel világosabb a hátulsónál és lilás fényű. A szárnyakon két jól látható, lilásbarna harántvonal, valamint a szegélyhez közelebb egy halvány, elmosódott, hullámos szegélysáv húzódok keresztül. A szárnyak közepén egy-egy feltűnő, kis, kerek folt található. A hátulsó szárny rajzolta alig látszik, szegélye kissé világosabb. A szárnyak fonákjának alapszíne kissé fakóbb, rajzolata sötét lilásbarna, a hátulsó szárnyak barnán behintettek. A szárnyak rojt barna vagy sárgásbarna. A nőstények jóval nagyobbak, szárnyuk nyújtottabb, az elülső szárny csúcsa kihúzott és az elülső szegély erősen ívelt, az erek vörösbarna fedettsége – ami részben a hímeken is megvan – sokkal kifejezettebb. A második nemzedék egyedei valamivel kisebbek. 
Petéje kerek, fehér. 
Hernyója sötét kékesszürke (nagyon hasonlít a gallyak kérgének színére), szelvényenként két-két piszkosfehér folt, a középtoron nagyobb vöröses folt látható. Bábja mélybarna, halványabb szelvényközökkel.

### Hasonló fajok
A tölgyfapohók, a lóherepohók, a sárga gyapjasszövő, esetleg a szomjas pohók hasonlíthat hozzá. 

## Elterjedése
Eurázsiában honos az Ibériai-félszigettől Japánig. Magyarországon az egész országban megtalálható, gyakori faj. 

## Életmódja
Erdőszéleken, bozótosokban, gyümölcsösökben, útszéleken, általában félig nyílt, bokrokban gazdag élőhelyeken fordul elő.   
Évente két nemzedéke nő fel, imágóit május-július, illetve augusztus-szeptember között lehet látni. Éjjel aktívak, a mesterséges fény vonzza őket. Hernyója a rózsafélékhez tartozó fák (elsősorban csonthéjasok - szilva, barack, cseresznye -, valamint galagonya, körte) ritkábban más lombos fák (pl. nyír) leveleivel táplálkozik. A hernyó telel át, általában védőszínében bízva egy gallyhoz simulva. Tavasszal tovább táplálkozik, majd összeszőtt levelek között készíti el sárgás szövedékét, amelyben bebábozódik. Tömeges fellépése esetén elhanyagolt gyümölcsösökben kisebb-nagyobb károkat okozhat.

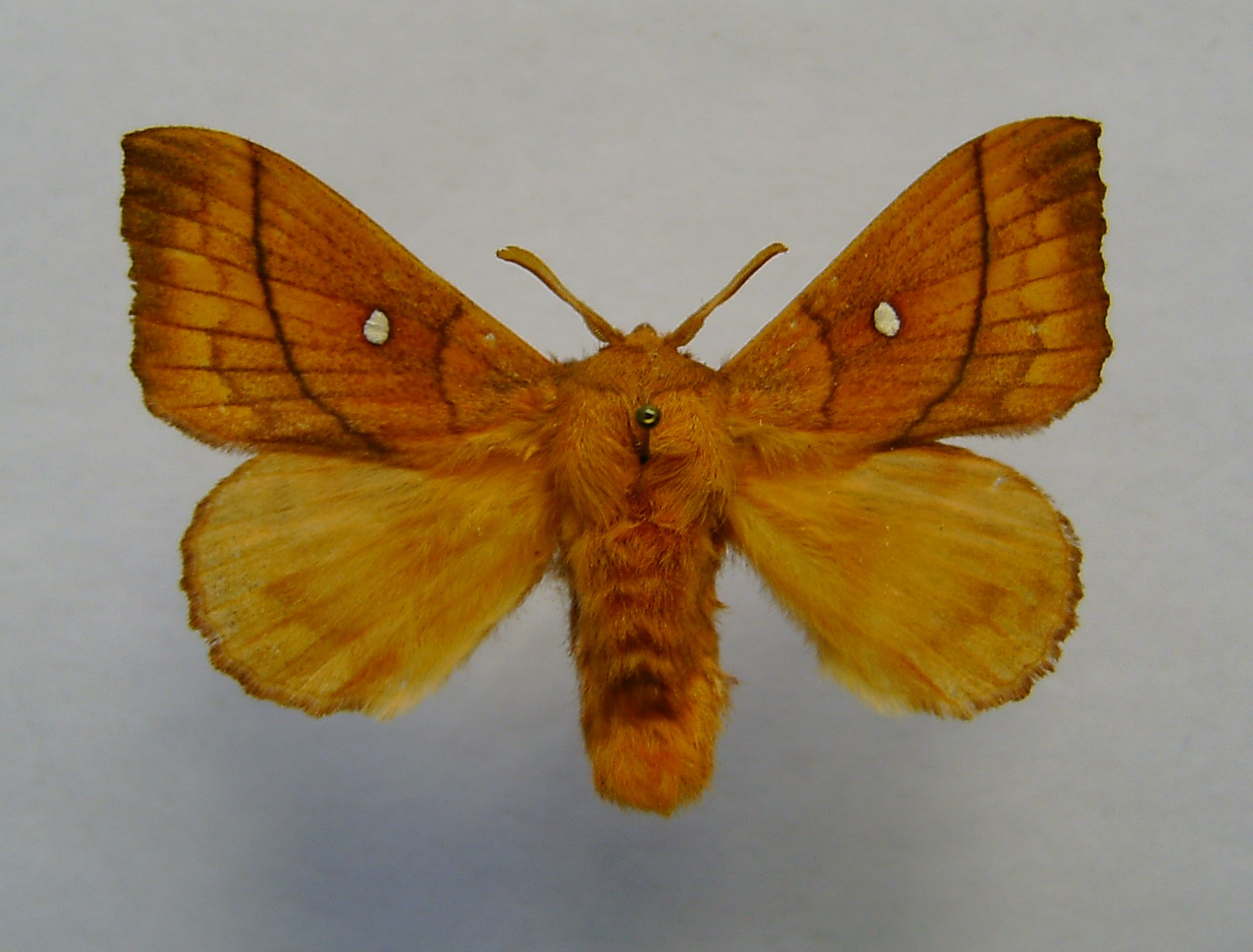
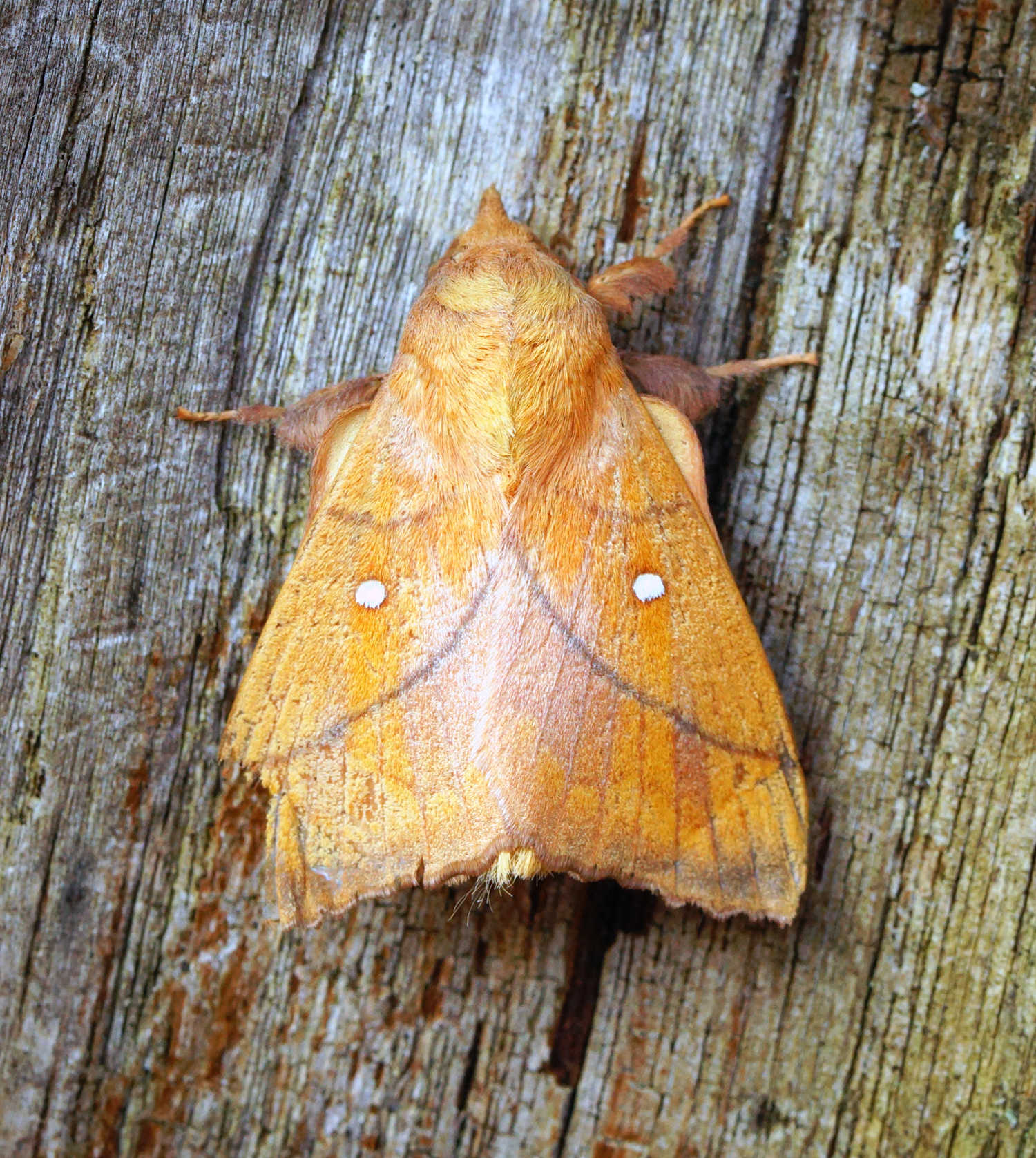
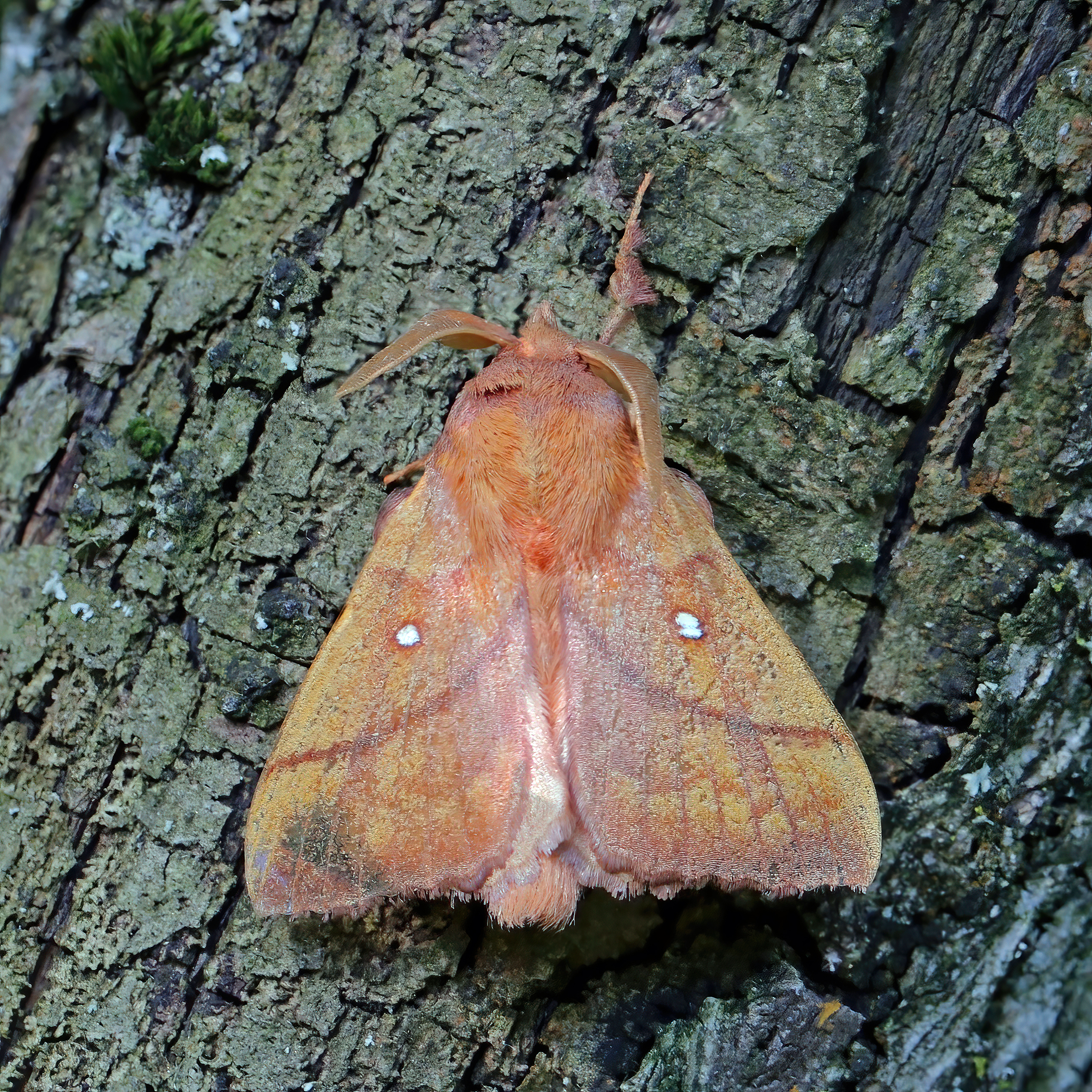
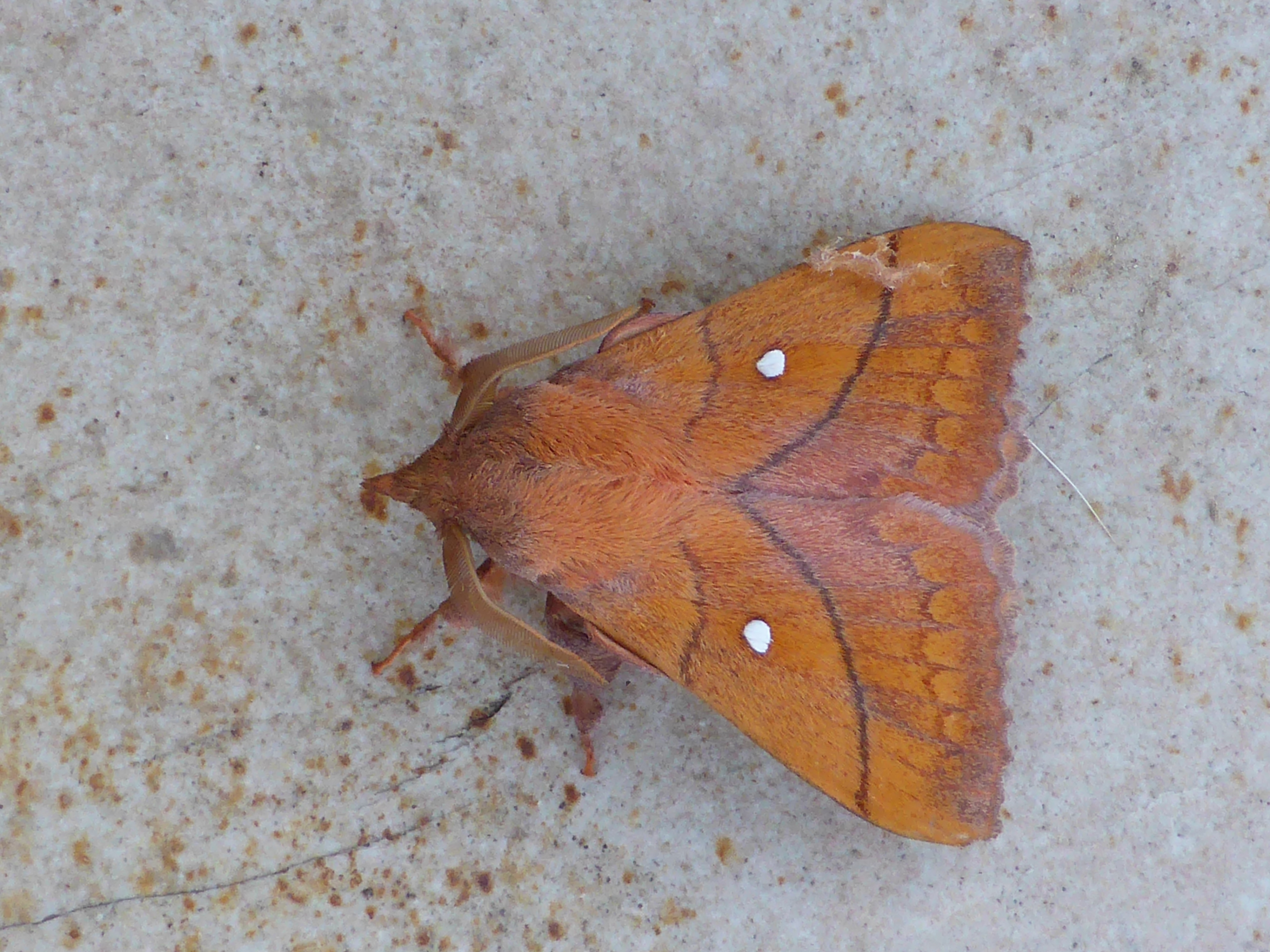
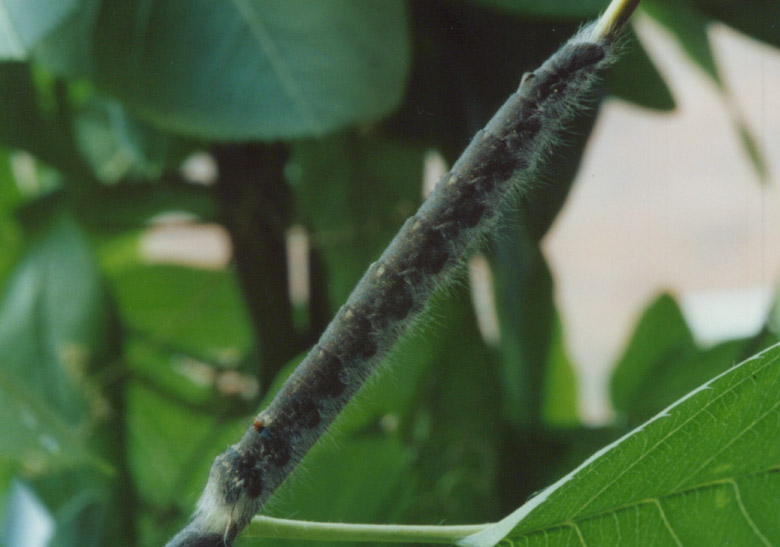

Magyarországon nem védett.